# 廖峻與澎澎
廖峻與澎澎，由藝人廖峻與澎澎組成的綜藝脫口秀喜劇二人組，在1980年代初期出道，是台灣秀場中極受歡迎的主持人。

## 歷史
廖峻與澎澎在1980年代初期出道，出場音樂為「廖廖廖廖廖廖、廖峻，澎澎澎澎澎澎澎、澎澎」。因為兩人精通多種語言，經常以客家話、日語、普通話與台語之間的差異來製造笑料。直到廖峻遭到黑道打傷，暫時休息之後，為了怕太紅再度遭到黑道盯上，兩人才暫時拆夥分別主持。 

## 開場歌曲
〈母鴨與公雞〉 詞/廖峻.澎澎 曲/廖峻
廖廖廖廖廖廖廖、廖峻！澎澎澎澎澎澎澎、澎澎！
人家是金童和那玉女，我們是母鴨和公雞。
母鴨她喜歡呱呱叫，公雞他愛說笑！嘿！
廖廖廖廖廖廖廖、廖峻！澎澎澎澎澎澎澎、澎澎！